# Austrochilidae
Los austroquílidos (Austrochilidae) son  una pequeña familia de arañas araneomorfas, que pertenecen a la superfamilia de los austroquiloideos (Austrochiloidea).

## Sistemática
Siguiendo la categorización propuesta por Joel Hallan en su  Biology Catalog, la familia se divide en dos subfamilias:

### Austrochilinae
Con dos géneros:
- Austrochilus Gertsch & Zapfe, 1955 (Chile y frontera con Argentina)
- Thaida Karsch, 1880 (Chile y frontera con Argentina)

### Hickmaniinae
Con un único género:
- Hickmania Gertsch, 1958 (Tazmania)